# Marcelo Salinas
Marcelo Salinas Paulino (* 29. Mai 1995 in Langenhagen, Deutschland) ist ein chilenisch-portugiesischer Fußballtorwart. Zuletzt (Stand: 2017) stand er beim chilenischen Erstligisten Unión Española unter Vertrag.

## Leben
Salinas wurde als Sohn eines Chilenen und einer Portugiesin in Langenhagen bei Hannover geboren und wuchs zusammen mit einer zwei Jahre älteren Schwester im Stadtteil Wettbergen auf. Seinen Realschulabschluss absolvierte er an der Carl-Friedrich-Gauß-Schule Hemmingen.
Marcelo spricht neben Deutsch auch fließend Spanisch und Portugiesisch und etwas Englisch. Er besitzt sowohl die chilenische als auch die portugiesische Staatsangehörigkeit.

## Karriere

### Jugend
Interesse am Fußball entwickelte Salinas laut eigener Aussage in seiner Freizeit auf dem Schulhof. Im Jahr 2003 wurde er dann nach einem Probetraining bei Hannover 96 angenommen. Da er in Spielen nur selten beschäftigt war, wechselte der Torwart im folgenden Jahr zu seinem Heimatverein TuS Wettbergen, wo er die folgenden vier Jahre spielte. Gleichzeitig gewann er auch mehrere Torwartcamps  und spielte als Gastspieler in den Jugendakademien des FC Porto, Benfica Lissabon sowie vom Stadtrivalen Sporting. Um seine Karriere weiter zu fördern, wechselte Salinas zum VfL Wolfsburg. Im Jahr 2010 stieg er in die U-17 des Vereins auf, die in der U-17-Bundesliga spielte. In der Saison 2010/11 wurde man Fünfter, in der darauffolgenden Saison 2011/12 hinter Hertha BSC Vizemeister.
Im April 2012 gab Salinas seinen Wechsel zum chilenischen Spitzenverein CSD Colo-Colo bekannt. Da die FIFA keine internationalen Transfers von Minderjährigen zulässt, erhielt der Torwart zunächst auch keine Spielberechtigung. Deshalb trainierte er bis Jahresende mit der Mannschaft und kam dann Anfang 2013 nach Hannover zurück, wo er die restliche Zeit bis zu seinem 18. Geburtstag verbrachte. In der Zwischenzeit wurde sein Trainer und Förderer Omar Labruna wegen Erfolglosigkeit entlassen, und dessen Nachfolger plante nicht mehr mit Salinas. Deshalb verließ der Torwart den Verein nach nur einem Jahr wieder. In der Profimannschaft kam er nicht zum Einsatz, lediglich in einigen Juniorenauswahl-Spielen wurde er eingesetzt.
Im September 2013 absolvierte Salinas ein Probetraining bei der U-19-Mannschaft von Borussia Dortmund und konnte überzeugen, weswegen er einen Ein-Jahres-Vertrag bis zum 30. Juni 2014 beim A-Jugend-Bundesligisten unterschrieb. Zum Saisonende verließ er den Verein.

### Profi
Am 4. August 2016 gab der chilenische Erstligist Unión Española bekannt, kurz vor Transferschluss Salinas unter Vertrag genommen zu haben, wo er einen Zwei-Jahres-Vertrag unterschrieb. Er wurde als dritter Torwart eingeplant und spielte hauptsächlich bei der zweiten Mannschaft. Sein Debüt in der Primera División gab Salinas dann am 11. Februar 2017, am 2. Spieltag der Clausura, bei der 0:2-Niederlage gegen CD O’Higgins, als er kurz vor der Halbzeit für den verletzten Cristián Guerra eingewechselt wurde. Nach Ende der Saison 2016/17 verließ er den Verein wieder.

### Nationalmannschaft
Salinas war grundsätzlich für drei Nationen spielberechtigt: für Deutschland aufgrund seines Geburtsortes, für Portugal aufgrund der Herkunft seiner Mutter und für Chile aufgrund der Herkunft seines Vaters. Zwischen 2010 und 2011 absolvierte er drei Länderspiele für die portugiesische U-16-Nationalmannschaft, darunter ein Einsatz am 13. Januar 2011 beim 2:0-Sieg gegen Österreich.
Mit seinem Wechsel zu CSD Colo-Colo wechselte Salinas auch den Verband und spielte fortan für die chilenischen Landesauswahlen. Er absolvierte acht Länderspiele für die U-20-Nationalmannschaft unter Fernando Carvallo. Unter dem neuen Trainer Mario Salas fand er jedoch keine Berücksichtigung für die U-20-Südamerikameisterschaft 2013. Ab 2012 trainierte der Torwart auch mit der A-Nationalmannschaft unter dem damaligen Trainer Claudio Borghi, der ihn nach und nach an die A-Nationalmannschaft heranführen wollte. Nach dessen Rücktritt und Salinas’ Wechsel weg von Colo-Colo verlor er aber den Kontakt zur Nationalmannschaft.

## Spielweise
Marcelo interpretiert seine Torwartrolle, wie es in der südamerikanischen Torwartschule üblich ist, sehr offensiv und bezeichnet sich selbst als „Torwart-Libero“. Ihm wird eine gute Ballbehandlung mit dem Fuß zugesprochen.

## Erfolge
VfL Wolfsburg
- Norddeutscher U-17-Vizemeister: 2012